# Zlatá studnička
Zlatá studnička je přírodní rezervace v katastrálním území Limbach a Grinava, které je části města Pezinok v okrese Pezinok v Bratislavském kraji na Slovensku. Území bylo vyhlášeno v roce 1993 a jeh rozloha je 73,31 hektaru. Předmětem ochrany jsou fragmenty jedlových bučin s dubem, jedinečné na celém území Malých Karpat.